# Catarroja
Catarroja es un municipio y localidad española de la provincia de Valencia, en la Comunidad Valenciana. El término municipal, ubicado en la comarca de la Huerta Sur, tiene una población de 30 142 habitantes (INE 2024). Está situado a unos 8 kilómetros de la ciudad de Valencia.
Entre campos de arroz, naranjos y huertas se encuentra esta superficie, llana y de forma irregular, que cuenta con prácticamente 13,15 km2, de los cuales 6,10 km2 son parte del parque natural de la Albufera.

## Toponimia
Según los restos arqueológicos encontrados en las partidas del Huerto de Pepica y de El Alter, las primeras evidencias existentes sobre Catarroja, conocida anteriormente como Cataroya, Cataroia (1238) o Cataroga (1286), sostienen la posibilidad de una ocupación romana.
Durante la época musulmana, el municipio era una alquería que Jaume I donó en 1238 al caballero maño Pelegrí d'Atrossillo. Sin embargo, en el siglo XIV pasó a ser propiedad de Berenguer Dalmau.
En cuanto al topónimo, existen dos teorías. La primera afirma que es un híbrido y proviene del árabe y del latín. La primera parte del nombre ("Cata") deriva del árabe y en español significa 'parcela' o 'lote de tierras', mientras que el segundo vocablo («-rroja») procede de la palabra latina "rubea", por el color de la tierra de cultivo, y cuyo significado es 'roja'. De acuerdo con Manuel Sanchis Guarner, el nombre del municipio valenciano se traduciría textualmente como 'parcela roja'.
La segunda teoría afirma que proviene exclusivamente del latín donde "cata" deriva de "capta", del latín "capita" ('término, punta'), mientras que "roja" proviene (como se ha mencionado anteriormente) de la palabra latina "roya/roia", derivada de "rubea", por el color de la tierra de cultivo o de las aguas turbias de la Albufera al recibir los depósitos aluviales. 

## Geografía
El municipio de Catarroja se esparce por una gran llanura aluvial hundida desde el Mioceno, que se eleva desde el mar Mediterráneo hacia los cerros del Oeste. Situado en la Huerta Sur, junto a otros pueblos como Albal y Masanasa, se encuentra a orillas del lago valenciano (albufera de Valencia), famoso por ser, tradicionalmente, proveedor del ingrediente principal del all i pebre (plato típico valenciano preparado a base de anguila).
El término municipal está atravesado por la autovía V-31, por la carretera autonómica CV-33 (Torrente-Albal) y por carreteras locales que conectan con Albal y Paiporta.
La huerta y la marjal son los elementos que más destacan de la zona este de Catarroja, junto a los campos de arroz y las pequeñas construcciones que albergan los motores de agua, además de los huertos de naranjos que conforman el paisaje agrario actual.
El casco urbano antiguo lo componen tres barrios: el humilde y antiguo barrio de La Barraca, donde habitaban, mayoritariamente, los pescadores; el del Centro y también el de la clase adinerada; y El Arrabal, donde se ubicaban los pequeños artesanos, especialmente fabricantes de escobas.
Desde el punto de vista de la paleogeografía, la Albufera y las zonas de marjal ocupaban grandes extensiones, pero fueron reduciéndose de manera natural a causa de los aluviones depositados por los ríos Júcar y Turia, más los materiales del barranco que desembocaban en la Albufera.
El clima de la zona es templado mediterráneo, con temperaturas suaves en invierno y cálidas en verano, que pueden cambiar a causa de su proximidad con el mar.
En 2024 habían empadronadas 30 142 personas, y en 2025 se ha fijado un presupuesto de 38.145.030,25€, el más elevado del municipio hasta la fecha. Sin embargo, este incremento de hasta 10 millones de euros respecto a la previsión inicial de 28,1 millones se debe a la necesidad de afrontar los daños que fueron causados por la DANA. Entre las medidas adoptadas, se ha recurrido a un préstamo de 5 millones de euros.

### Barrios[15][16][17]
Catarroja está formada por siete barrios: 
- Barrio Barracas. Es el barrio más antiguo del municipio
- Barrio Rabal - Pilar. En este barrio se encuentra la Casa de Vivanco, actual ayuntamiento
- Barrio Región - Florida - Villa Carmen
- Barrio Horteta y Villa Romana
- Barrio Fumeral e Instituto
- Barrio Charco y Tranviaris. Está situado al noreste del pueblo
- Barrio Mercado

### Localidades limítrofes
El término municipal de Catarroja delimita por el este con la localidad valenciana de Masanasa, mientras que por el sur linda con Albal y Valencia (Albufera), por el oeste con Picaña, Torrente y Alcácer y por el norte vuelve a limitar con Masanasa, además de Paiporta.

### Puerto

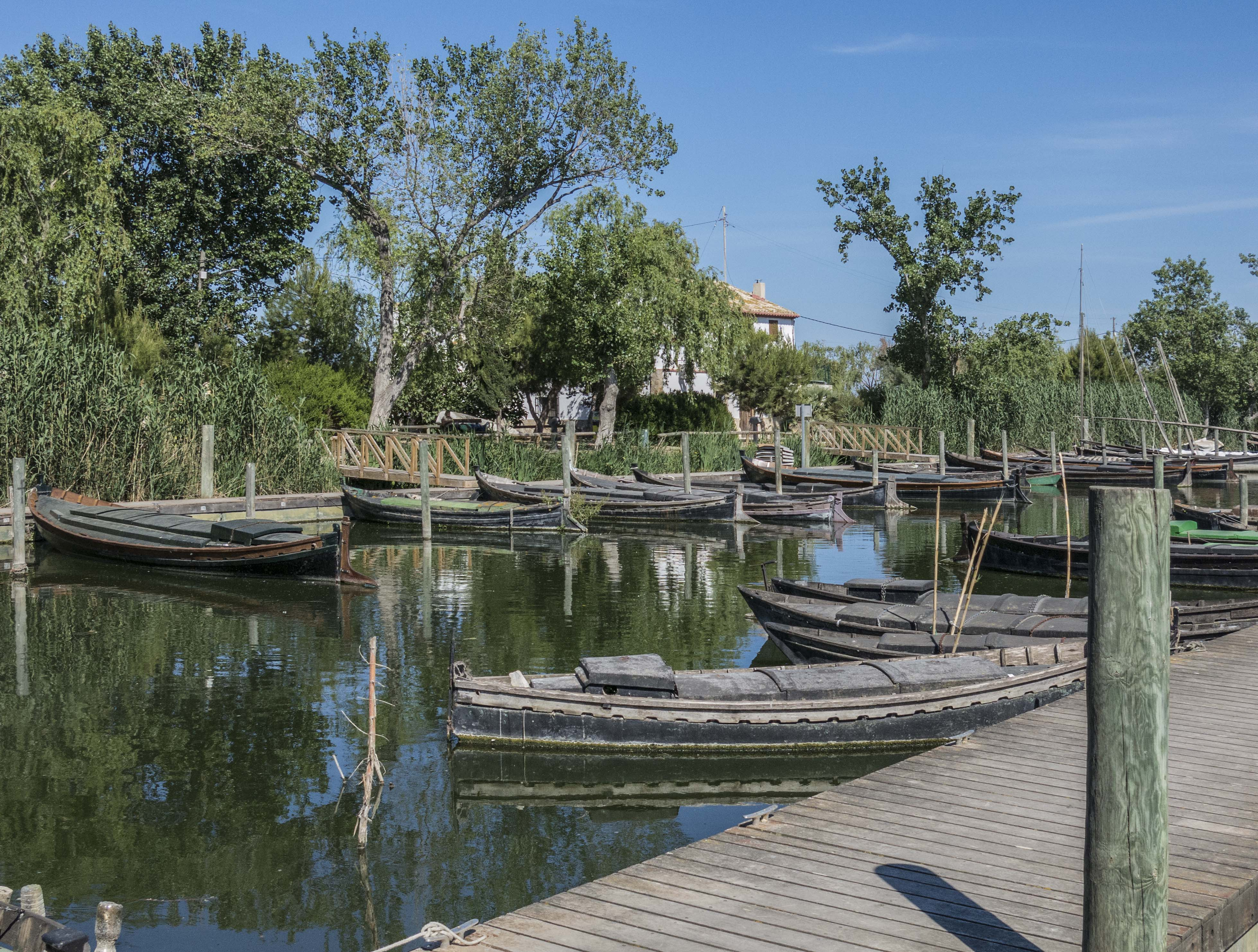
Puerto de Catarroja

Es uno de los principales accesos a la Albufera. Ha sido punto de enlace y de unión a través de la navegación con otras localidades en la época en que el resto de las comunicaciones eran insuficientes. Uno de los lugares más importantes con el que cuenta el Port es el embarcadero que ejerce de eje del puerto y del paseo.
Este puerto es el lugar ideal para acceder a la Albufera y disfrutar de la naturaleza.
Historia
La construcción del llamado Camino del Puerto data del siglo XVI, cuando las necesidades de la población hicieron que se quedase pequeño el puerto original. Históricamente el puerto de Catarroja siempre ha sido punto de enlace y unión de Catarroja con otras localidades, puesto que las infraestructuras existentes eran insuficientes para el desplazamiento de personas y materiales, así como para el desarrollo de múltiples actividades. Por lo tanto, era el punto de unión social y económico de los primeros habitantes de Catarroja. El puerto de Catarroja representó uno de los canales más importantes de acceso a la Albufera desde el asentamiento romano en Valencia, época en que ya existía un puerto originario que se utilizaba principalmente para la actividad pesquera, ya que la red de acequias primitiva se utilizaba para regar cultivos hortícolas hasta la introducción del arroz a la península ibérica por los árabes en el siglo VII. Este puerto originario estaba situado al final de la acequia de la Rambleta, la cual desapareció con la construcción del actual puerto en el siglo XVI cuando las necesidades de la población aumentaron, principalmente por el gran volumen de cultivo de arroz, por lo que se precisaba de una más grande.
Gracias a la prosperidad que experimentó el puerto, se creó una cultura muy rica alrededor del mismo, con varias actividades que con el paso del tiempo se han convertido en un referente de tradición y vida albuferenca. A finales del siglo XIX, empezaron a funcionar varias tascas y tiendas que cubrían las necesidades de los trabajadores y visitantes del puerto, de las cuales actualmente se conservan tres: Casa Sulema, Casa Baina y Casa Primitiva, convertidos ahora en restaurantes especializados en la gastronomía autóctona. La abundancia de fauna piscícola y avícola, junto a la potencialidad de las zonas húmedas, perfectas para el cultivo de arroz, constituyó un gran atractivo para el asentamiento de las primeras comunidades que empezaban a modificar el paisaje y la vida en el puerto. Los Aterraments que hacían disminuir la dimensión del lago, para ganar terreno para el cultivo de arroz, fue crucial tanto para el lago, como para el avance socioeconómico a la localidad, dado al gran mercado del arroz, el cual era fruto de las necesidades de la época. Ya a principios del siglo XX, el pueblo tenía 1723 casas y estaba dividido en tres barriadas: Barracas (dedicada sobre todo a la pesca a la Albufera), Centro (agricultura) y Arrabal (escobas y comercio de tela). La actividad del puerto de Catarroja a lo largo de la historia siempre ha sido muy importante como motor de la economía local y por el interés comercial que suponía para los pueblos de los alrededores hasta medios del siglo XX, puesto que de este salía gran parte de la pesca y producción de arroz de la Albufera, así como a puerto de referencia donde se practicaba el oficio de Calafat. A finales del siglo XIX, se sumó un motivo más por el que disfrutaría de más importancia, empezaría a utilizarse como punto de salida de las barcas destinadas al transporte de pasajeros y materiales, las cuales comunicaban Catarroja con otras zonas pobladas cercanas a la Albufera, como método alternativo a la insuficiencia de infraestructuras de transporte que existía a la época. La embarcación que atravesaba el lago para este fin, que hacía el recorrido hasta el Palmar y el Perelló, era el conocido como Ravatxol desde finales del siglo XIX hasta la mitad del siglo XX.
En la actualidad, el puerto de Catarroja y el conjunto de elementos diferenciados de los cuales dispone, proporcionarán una gran experiencia a su visita al paraje natural de la Albufera. Desde la entrada, recorriendo el paseo del puerto hasta el final del recorrido, encontraremos dos restaurantes: La Primitiva y Casa Baina, reconocidos para ofrecer a sus comensales nuestra gastronomía local, destacando el allipebre, plato de origen catarrogense, típico de los pueblos cercanos a la Albufera. Se encuentran las dos asociaciones que pertenecen al puerto: la asociación de vela latina de Catarroja y la asociación de pescadores de Catarroja. Las dos asociaciones disfrutan del prestigio que les otorga la experiencia y los años de historia como usuarios del puerto de Catarroja y como verdaderos conocedores del lago y sus especies. Desde sus inicios hasta ahora, siempre han vivido para mejorar el puerto, haciendo perdurar en el tiempo nuestras costumbres y tradiciones. La Comunidad de Pescadores también realiza muchas actividades en el puerto, podréis encontrar información en su sede. Junto al embarcadero, se encuentra el Club Ecuestre Catarroja, centro de reuniones de los amantes de los caballos en la comarca. El Club Ecuestre Catarroja cuenta con más de 50 años de historia.
Por último, una de las infraestructuras más importantes con las que cuenta el Puerto es el embarcadero, el cual dispone de amarres y ejerce de eje del Puerto y del paseo, por el cual se puede disfrutar de la proximidad con la naturaleza.
Tradiciones
En la Albufera, y en sus puertos, la vida no se entiende sin los usos de las barcas -bien con pértiga o cuerda- para la pesca, la caza, el transporte, la agricultura, etc. Según los usos de estas embarcaciones, se construían diferentes tipos de barcas, como la barca, el barquet, el barquetot, el marimatxo o el ravatxol. Alrededor de la construcción de las barcas existen varios oficios, como el carpintero de ribera o maestro de aixà, el calafat, el velero y el cordeller. En esta tarea se utilizan diferentes herramientas como las garlopes, l'aixa, les barrenes, els gats, el rosset, les serres, les esquadres, el punta corrent, les paletes i el martell de calafat. El abandono progresivo de este medio de transporte, fruto de la aparición de los medios de comunicación terrestre y el progresivo deterioro del medio natural en el cual se desarrollaba la barca como medio de transporte, ha ayudado al hecho que, tanto  la profesión de calafat, como los usos de la barca sean casi exclusivos de unos pocos, que por herencia  o por un interés particular han conservado este medio de transporte y de vida. La embarcación más emblemática de la zona era la Vela Latina que se utiliza en la zona desde el siglo II a. C. Esta embarcación a vela triangular aprovechaba las características del lago con las corrientes de vientos que lo caracterizan. A día de hoy, este elemento se intenta recuperar, buscando su conservación para mantener la tradición con una finalidad recreativa. En Catarroja, cuando llega septiembre, se produce una cita ineludible en el calendario que centra las miradas en el Puerto de Catarroja. Varias embarcaciones llegadas desde Silla, El Palmar y la propia Villa de Catarroja, se remontan a los antiguos sistemas de pesca y navegación para competir con habilidad y dominio del viento en la exhibición de Vela Latina.
La pesca era uno de los recursos principales del puerto. El condicionante del entorno natural ha hecho que los usos de aparatos y las artes de pesca utilizadas sean específicos, debido a la  morfología del lago, que es de poca profundidad. La pesca se realiza a la luz, con caña larga o corta, y con diferentes clases de redes como por ejemplo: mornella, mornells, mico, monot, etc. El puerto cuenta con varias asociaciones ligadas a la pesca y la navegación de la albufera que mantienen esta tradición.
El cultivo del arroz tiene un interés más allá del gastronómico. Durante su ciclo, hace cambiar el puerto y el espacio donde se encuentra. Cuando se prepara el campo para su siembra por el fangueig, la mezcla del barro y la paja son un reflejo de la esencia de esta tierra. Después, la inundación convierte los campos en espejos donde se refleja el cielo de la Albufera. En enero y febrero empieza el ciclo del arroz vaciando los campos de agua. Se empieza a fanguejar, labrando y mezclando la paja de la cocida anterior con el barro y se deja descansar la tierra hasta abril. Cuando llega la primavera y hasta julio, se vuelven a inundar los campos de agua y se prepara para la siembra. Es en este momento cuando el marjal recibe el mayor número de visitas de aves en su ciclo migratorio en busca de alimento. Desde final de verano hasta septiembre se secan los campos y se hace la cosecha del arroz. Después, los campos vuelven a inundarse de agua al cerrar las compuertas de la Albufera, finalizando de este modo el ciclo del arroz.
Catarroja es el lugar idóneo para probar la cocina típica valenciana, dado que la gastronomía autóctona posee un recetario tradicional con una gran variedad de platos elaborados con productos de la huerta y, sobre todo, arroces. La combinación de alimentos típicos permite cocinar platos basados en el arroz que son sensacionales y un placer incluso para los paladares más exigentes, como la sartén, el arroz con judías y nabos o el clásico arroz negro. Pero el plato más característico del puerto de Catarroja, como hemos dicho anteriormente, es el all i pebre. Por ello, Catarroja tiene una marca, siendo así que el pueblo sea conocido como: la Cuna de l'allipebre. Catarroja, celebra cada mes de septiembre, desde 1970, el internacionalmente conocido como Concurso de Allipebre, pero siempre con la receta tradicional.

## Historia

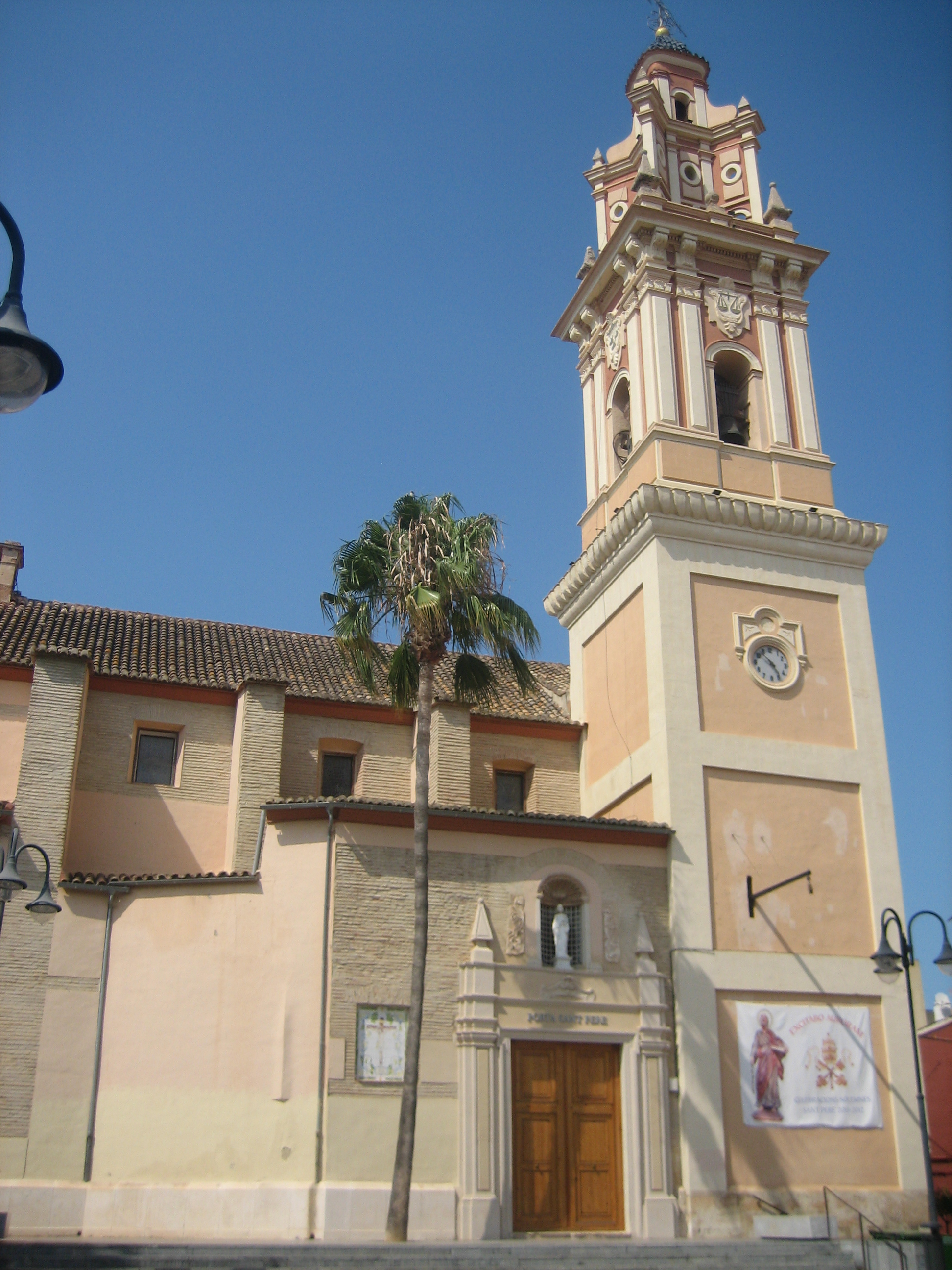
Iglesia de San Miguel

Los restos más antiguos del término proceden del Puerto de Catarroja: como consecuencia de un dragado del canal, apareció una amplia colección de fósiles de moluscos que se remontan alrededor de 8000 años atrás hasta la actualidad, desde antes del cierre de la Albufera hasta que fue mezclándose con el agua dulce. Hoy se puede visitar dicha colección en el centro de interpretación del parque natural de la Albufera: el Racó de l'Olla, cerca de El Palmar.
Donde actualmente es el polígono industrial de la localidad, se encontraron restos de un hábitat romano republicano destruido en la guerra sertorio-pompeyana en el año 75 a. C. Restos de una lucerna de barniz negro campaniense y otras cerámicas, restos de ánforas, así como la presencia de abundantes restos de madera quemada, señalan un nivel de destrucción. Por su situación junto a la vía, debió ser una mansión republicano-romana de carretera, es decir, un hostal de carretera, probablemente destruido por las tropas que se dirigían a la ciudad de Valentia, atacada en ese momento.
Destaca la villa romana de El Huerto de Pepica, detrás del actual ambulatorio. Cuando aún no estaba señalada en los libros, un vecino acaudalado el Tío Colic, compró unos campos, sabiendo que había restos, y los excavó hacia 1930. Vendió todo lo que recuperó a coleccionistas de fuera de la localidad. Años después el cronista local Pelegrí Llorenç cita este lugar, aunque con un error de localización, ya que lo confunde con el Salt del Llop.
De la época musulmana destaca la torre árabe del siglo XI-XII y destruida en 1996, una de cuyas paredes es anexa a la iglesia de San Miguel. Se conservaban 10 m de altura. En la calle de la Fuente y en la plaza llamada popularmente del Porro, se documentan restos habitacionales musulmanes. La plaza de la Llotgeta, en el centro histórico del pueblo, contiene restos cerámicos desde la época musulmana hasta la época actual.
La iglesia de San Miguel se construyó en 1700. En el interior de la Casa Abadía, excavada en 1993, apareció una fosa con restos humanos del siglo XIV, posiblemente víctimas de la peste de 1348.
El primer señor de Catarroja fue el aragonés Pelegrín de Atrossillo, este lo vendió a Berenguer Dalmau, de origen catalán y que ha dado nombre al instituto local. Bajo su señoría, y apoyado por el pueblo, tuvo lugar el enfrentamiento con la iglesia de Valencia por negarse a pagar el diezmo (delme) correspondiente, por lo que fue excomulgado. A su muerte, su hijo Berenguer Dalmau restituyó los diezmos a la iglesia. De esta señoría destaca la división de los términos de Torrent y Catarroja (1315) y sobre todo la Carta Puebla otorgada el 28 de mayo de 1355. El tercer Berenguer Dalmau obtuvo el Privilegio de Franquicias otorgado por Juan II de Aragón. En el siglo XV, la señoría pasó al linaje de los Sangonera al fusionarse estos a los Dalmau y, posteriormente, en el siglo XVI a los Calatayud, convirtiéndose también en Condes del Real por alianza matrimonial. De este siglo data el proyecto de construcción del Camino del Puerto.
Un siglo más tarde, concretamente el año 1631, tuvo lugar un importante enfrentamiento entre el pueblo y el señor Ximén Pérez de Calatayud, al serle otorgado a este por Felipe IV el Privilegio del Mero y Mixto Imperio, aunque finalmente el proceso se decantó a favor del primero. 
El 17 de septiembre de 1801 se inició en Catarroja un motín que tenía posiblemente como motivo el pago de los derechos señoriales, aunque se extendió rápidamente para concluir por fin el 2 de octubre. Durante la Guerra de la Independencia, Harispe instaló en este pueblo su cuartel general.
El 12 de septiembre de 1905 murieron catorce personas en Catarroja debido a la riada.

### Gota fría de 2024

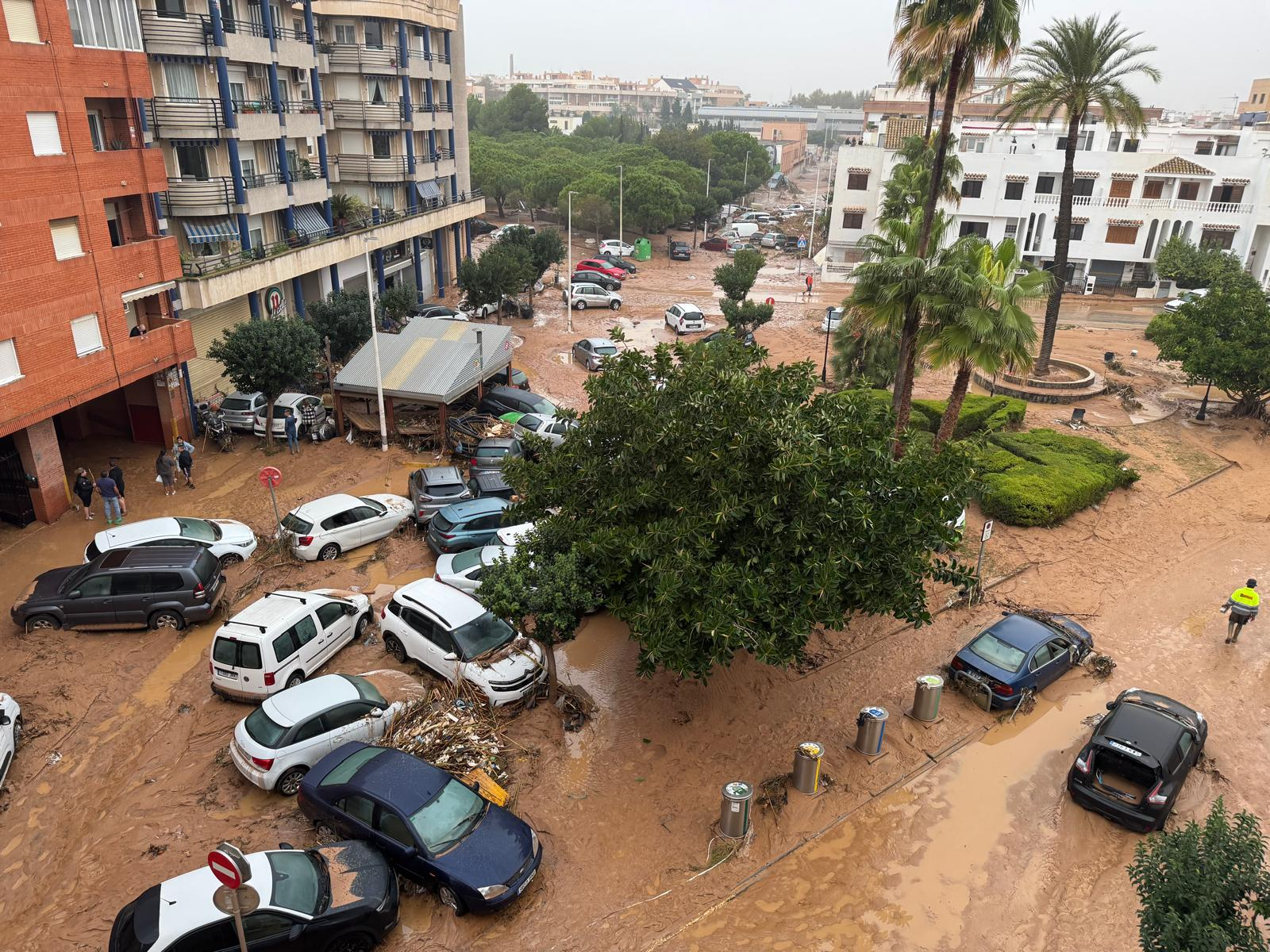
Destrucción por las inundaciones en parques y calles del municipio.

A finales de octubre de 2024, el municipio sufrió catastróficas inundaciones debido a un temporal de gota fría, que arrasó con carreteras, puentes y viviendas, dejando más de 200 muertos y cientos de damnificados en la provincia de Valencia. Las intensas lluvias desbordaron ríos y sistemas de drenaje, sumergiendo calles enteras bajo el agua y causando estragos en cultivos y propiedades.

## Demografía
Catarroja cuenta con una población de 30 142 habitantes (INE 2024).
| Gráfica de evolución demográfica de Catarroja entre 1842 y 2021                                                     |
| |
| Población de derecho según los censos de población del INE Población de hecho según los censos de población del INE |

Catarroja cuenta con una población en la que las mujeres (14 829) superan ligeramente a los hombres (14 487). Gran parte de la población se encuentra entre los 30 y los 64 años, mientras que tan solo el 13,74 % de los habitantes están comprendidos entre los 16 y los 29 años. Asimismo, el 18 % corresponde a los menores de 16 años y el 16,39 % restante a los mayores de 64. La edad media de la población es de 41,49 años y solo el 9,24 % de los catarrogines son de procedencia extranjera (2022).
Por otro lado, también son un 24,36 % de ciudadanos los que poseen un nivel de estudios de Educación Superior, frente al 17,91 % que cursó en 2021 la segunda etapa de Educación Secundaria y Educación Postsecundaria no Superior.

## Economía
Históricamente Catarroja es un pueblo que aprovechó su naturaleza, sus huertas y sus campos de arroz para subsistir. La mayoría de la población vivía de la actividad agraria. Sin embargo, esto comenzó a cambiar a partir de la mitad del siglo XX, pues surgieron rápidamente nuevos sectores como la Industria, los Servicios o el Comercio. Es más, en 2022, hubo 2 055 empresas, de las cuales, un 9,65 % se dedicaba a la Industria, frente al 81,40 % de empresas destinadas al sector Servicios.
Desgraciadamente con el paso del tiempo, la actividad agraria ha perdido dominio y, desde hace algunos años, la agricultura se encuentra en crisis, pues se carece de jóvenes que sustituyan a las generaciones anteriores. No obstante, desde 1956, Catarroja cuenta con la Escuela de Capataces Agrícolas, situada en el puerto de la Albufera, a tres kilómetros del casco urbano, en la que se imparten dos ciclos formativos de grado superior y dos de grado medio, vinculados a la rama agraria. La escuela también opta por el fomento de una formación más práctica y cuenta con dos laboratorios de fitopatología y fitotecnia.

## Administración y política
La alcaldesa actual del gobierno municipal de Catarroja es Lorena Silvent Ruiz del PSPV-PSOE desde junio de 2023.
| Periodo   | Nombre                                                                   | Partido   |
| --------- | ------------------------------------------------------------------------ | --------- |
| 1979-1983 | Antonio Cubillos Royo                                                    | PSPV-PSOE |
| 1983-1987 | Antonio Cubillos Royo                                                    | PSPV-PSOE |
| 1987-1991 | Antonio Cubillos Royo                                                    | PSPV-PSOE |
| 1991-1995 | Antonio Cubillos Royo                                                    | PSPV-PSOE |
| 1995-1999 | Francisco Chirivella Peris                                               | PP        |
| 1999-2003 | Francisco Chirivella Peris                                               | PP        |
| 2003-2007 | Mª Ángeles López Sargues                                                 | UV        |
| 2007-2011 | Francisco Chirivella Peris (2007-2009) Soledad Ramón Sánchez (2010-2011) | PP        |
| 2011-2015 | Soledad Ramón Sánchez                                                    | PP        |
| 2015-2019 | Jesús Monzó Cubillos                                                     | Compromís |
| 2019-2023 | Jesús Monzó Cubillos                                                     | Compromís |
| 2023-act. | Lorena Silvent Ruiz                                                      | PSPV-PSOE |

## Comunicaciones

### Por carretera
Se accede a esta localidad desde Valencia, por carretera, tomando la CV-400 o bien la V-31, más conocida como la Pista de Silla.

### En tren

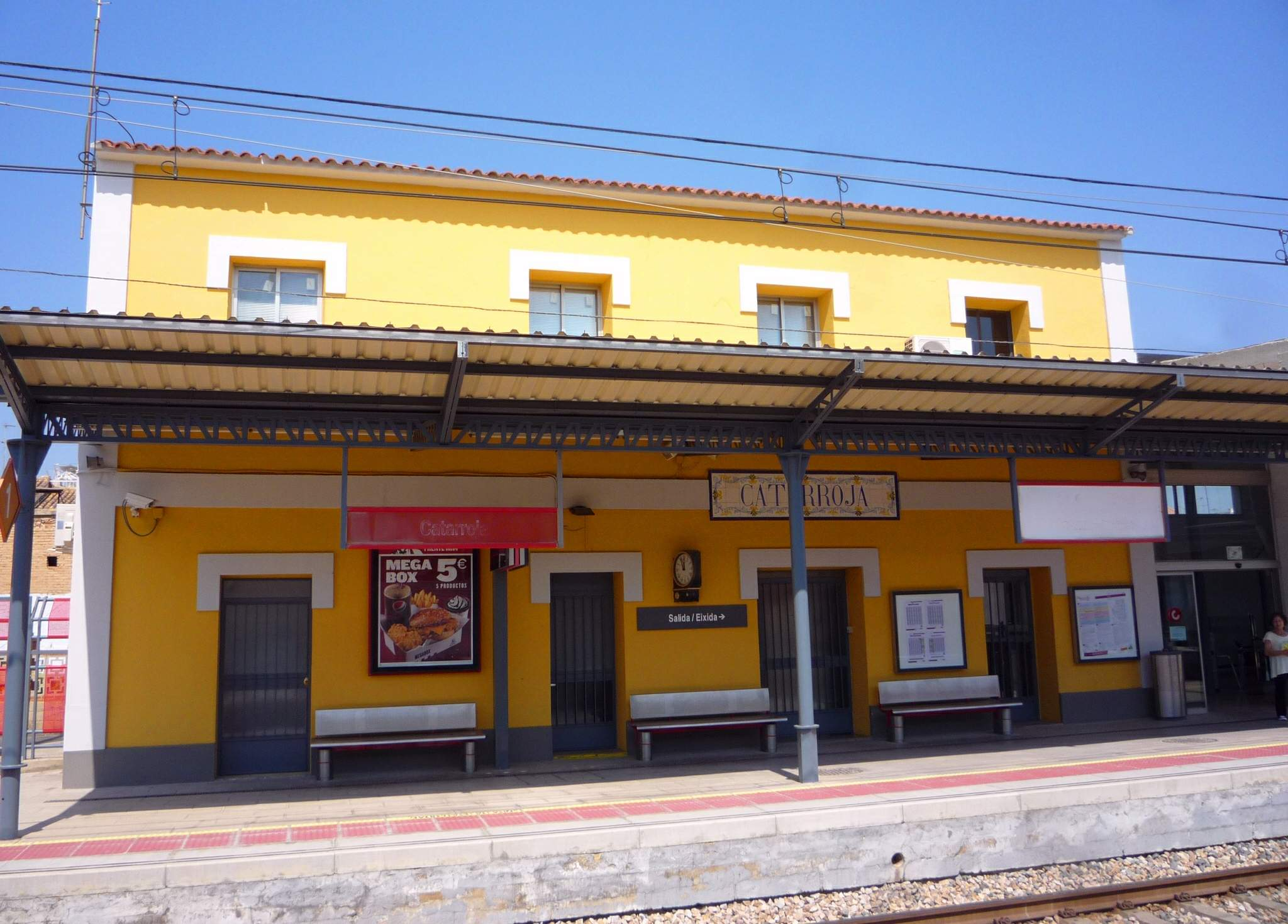
Estación de Catarroja

También cuenta con estación de ferrocarril de la línea de Cercanías Valencia, C-1 y C-2 de Renfe.

### En autobús
Las siguientes líneas de MetroBus Valencia prestan servicio al municipio.
| Línea | Recorrido                              | Operador        |
| ----- | -------------------------------------- | --------------- |
| 180   | Valencia - Albal                       | Autocares Herca |
| 181   | Valencia - Picasent                    | Autocares Herca |
| 182   | Valencia - Beniparrell - Silla         | Autocares Herca |
| 182N  | Nocturno Valencia - Picasent           | Autocares Herca |
| 185   | Picasent - Playa El Saler              | Autocares Herca |
| 186A  | Paiporta - Albal - Torrente - Paiporta | Autocares Herca |
| 186B  | Albal - Paiporta - Torrente - Albal    | Autocares Herca |

## Cultura

### Patrimonio

#### Religioso

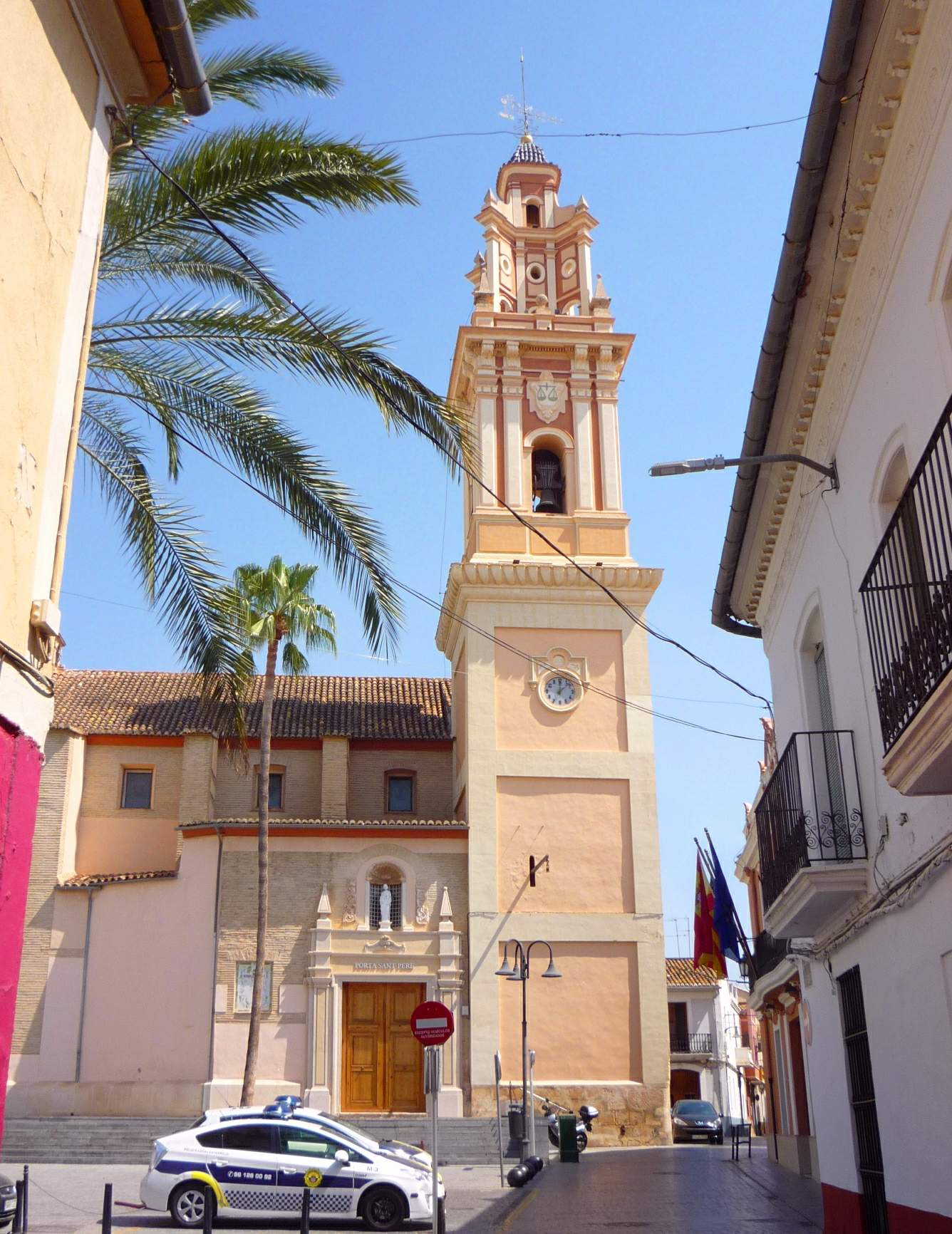
Iglesia de San Miguel

- Iglesia de San Miguel. El templo parroquial se construyó en sustitución de la iglesia medieval anterior. Sus artífices fueron Felipe Serrano y Bernardo Pons, al que se encargó la portada de piedra de la fachada principal. Sin embargo, la mayoría de las tablas, pinturas, etc. que pertenecían a esta zona sagrada se destruyeron a causa de la Guerra Civil y no fue hasta 1940, que el franquismo comenzó una reconstrucción y restauración eclesiástica. A finales del siglo XVII, el aumento de la población hizo que el Consejo General acordara la reedificación del templo.[44]
- Cementerio municipal. En el Antiguo Régimen los cementerios se situaban en los núcleos habitados, junto a los templos parroquiales, lo que solía ocasionar problemas de salud. El cementerio de Catarroja se construyó adosado a la parte posterior de la ermita de San Antonio, sin embargo, tras terminar las viviendas muy juntas de los muros del cementerio por el crecimiento de la localidad y una vez promulgado la Real Cédula de 3 de abril de 1897-Ley I, Título III, de la Novísima Recopilación, el Ayuntamiento encargó un nuevo proyecto para la construcción de un nuevo cementerio sobre unos campos comprados en la partida de San Juan al arquitecto  Enrique Semper Bondía.[45] Tras el incidente de la Dana la puerta de acceso principal fue destruida y se destinaron más de 450 000 euros para su recuperación.[46]

#### Civil

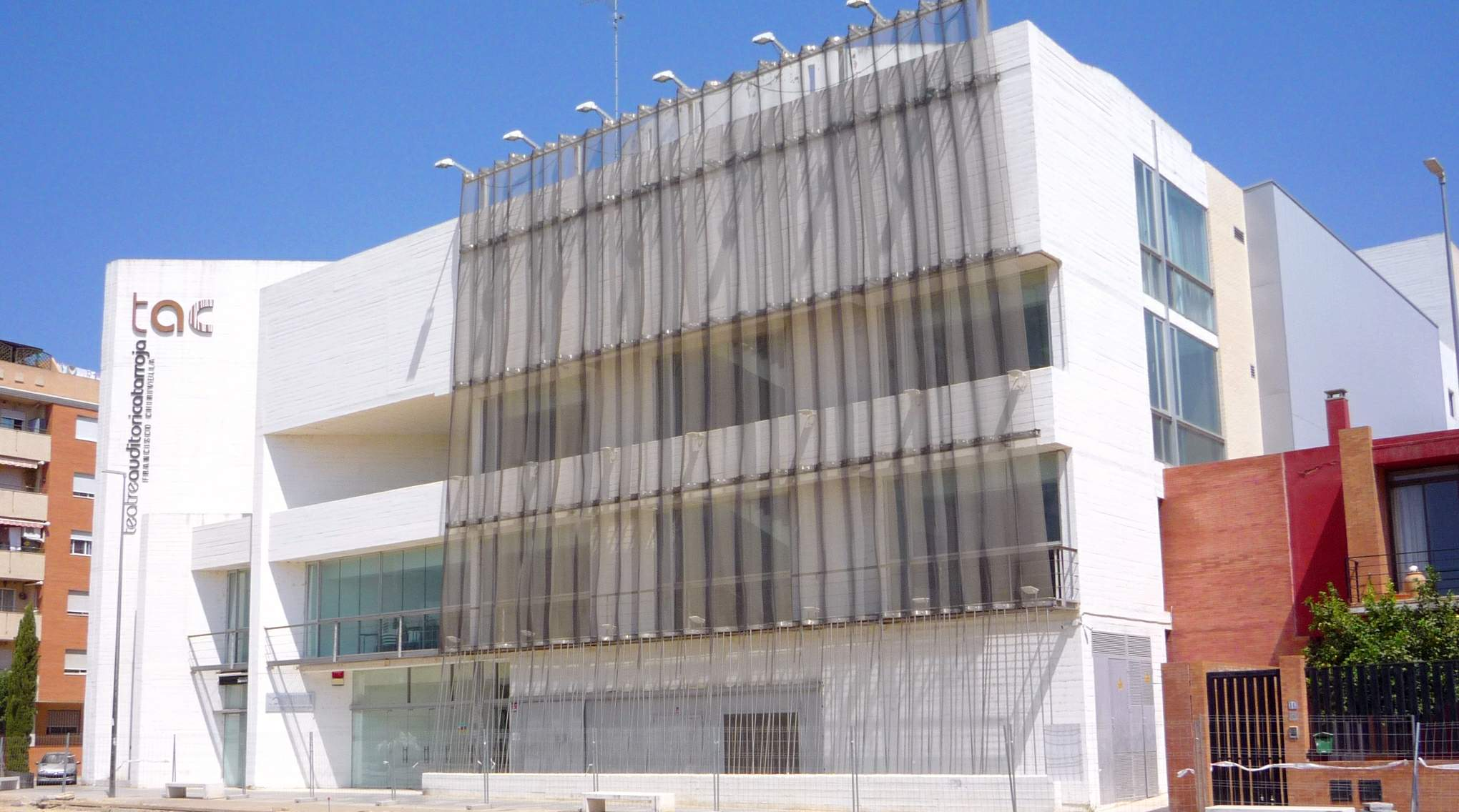
TAC de Catarroja

- Villa romana. Construida sobre un terreno virgen, la villa romana se encuentra al oeste del núcleo urbano, cubierta actualmente por viviendas. Fue investigada por el equipo pertinente en doce campañas de urgencia, a instancias del ayuntamiento, iniciadas en 1996. La última campaña se llevó a cabo entre 2007 y 2008.[47]
- El puente de piedra del siglo XVIII que une Catarroja y Massanassa, en la actualidad con una barandilla de aluminio habiéndose eliminado la original. Fue construido en 1767 para salvar el Barranco de Chiva, también conocido como de Torrente. El puente se encuentra construido en sillería pulida y fue diseñado por Don Vicente Gascó. Presenta cinco arcos. En el siglo XIX fue remodelado gracias a los ingresos recaudados con la desamortización de Madoz.[48] En la última década, el puente ha sufrido una ligera ampliación de su anchura. La inundación de la DANA en 2024 causó algunos daños graves, que afectaron a partes de la estructura del puente.[49]
- Casa Palacio de Vivanco, declarada Bien de Interés Cultural.[50] Hasta 1914, cuando fue declarado propiedad del Estado, perteneció a la firma comercial Viuda de Vivanco y Ortiz. Actualmente, se trata de la sede del ayuntamiento.[45]
- Mercado municipal. Con data de 1926, este mercado situado en la plaza del Mercado, cuenta con casi 1500 m2 (1491 m2).[51]
- El Puerto de Catarroja es uno de los principales vías a la Albufera.[52]
- Colegio público Esteban Paluzié. Situado en la avenida de la Rambleta, es la escuela más antigua del pueblo y, actualmente, ofrece una Educación Primaria, además del segundo ciclo de Educación Infantil.[53]
- Casa de la Cultura, actualmente alberga la biblioteca municipal.[54]
- Museo Antonia Mir. Se inauguró el 15 de marzo de 2007. La artista catarrogina Antonia Mir, donó 260 obras, dibujos... y colaboró económicamente en la construcción del mismo.[55]
- Casa Museo Alfonso. Se trata de una casa convertida en museo, donde se exponen las obras del catarrogí Alfonso Pérez.[56]
- Teatro Auditorio de Catarroja Francisco Chirivella. Inaugurado el 15 de octubre de 2009 con 738 asientos y 250 m2, el espacio escénico contó con una inversión de un poco más de 7 millones de euros financiada por Generalitat, Diputación y el Ayuntamiento.[57]
- Las Barracas de la escuela de Capataces. Las barracas son típicas de la huerta valenciana. Las de Catarroja se construyeron en 1973 por la Diputación de Valencia como recreación de la vivienda rural tradicional. En realidad, son consideradas "neobarracas" ya que se construyeron con fines rurales y educativos.[58] Sin embargo, desde 1999 forman parte de la Red de Museos de la diputación, aunque actualmente y debido a la riada de la DANA, están en proceso de restauración para reactivar su uso.[49]

### Fiestas
- San Antonio Abad. El domingo más próximo al 17 de enero, cuando comienza el solsticio del invierno, Catarroja celebra esta fiesta en honor de San Antonio Abad. Consiste en realizar una procesión, acompañada de la venta de todo tipo de frutos secos. Además, también incluye la tradicional bendición de los animales y el desfile de caballos y carruajes, junto con la venta de los típicos panes de San Antonio, panecillos bendecidos elaborados con semillas en la Parroquia de San Antonio.[59]
- Fallas. La festividad de las Fallas que se celebran año tras año del 14 al 19 de marzo, tiene un gran arraigo en la localidad. Cuenta con 10 fallas repartidas en todos los barrios del municipio coordinados por la Unió d'Associacions Falleres.

- Falla Les Barracas[60]
- Falla L'Albufera[61]
- Falla El Mercat[62]
- Falla El Charco[63]
- Falla El Centenar de la Pluma[64]
- Falla Filiberto Rodrigo y adyacentes[65]
- Falla El Rabal[66]
- Falla La Rambleta y adyacentes[67]
- Falla Plaza de la Región[68]
- Falla Rei En Jaume I[69]

- Fiestas de Moros y Cristianos (Fiesta de Interés Turístico Local). Declarada como fiesta de Interés Turístico Local por la Generalidad Valenciana desde 2019, las fiestas de Moros y Cristianos se celebran durante dos fines de semana del mes de septiembre y forman parte de las fiestas patronales de San Miguel. El fin de esta festividad es conocer un poco mejor la historia de la localidad, además de impulsar la lengua valenciana.[70]
- San Pedro. Se celebra el 29 de junio en honor al patrón del barrio de pescadores de Les Barraques (casco antiguo). Destaca el traslado del santo desde el casco antiguo en romería hasta el puerto donde se sube la imagen en una barca y se lleva al medio del lago de la Albufera. Es una fiesta tradicional de pescadores.Además, destaca también la celebración del Dia del Gos, en la que el vecindario aprovecha para descansar y simpatizar con el resto.
- Fiestas mayores y patronales de San Miguel. Son las fiestas mayores de Catarroja, y se celebran durante la segunda quincena de septiembre, aunque suelen alargarse hasta final de mes. Las celebraciones se componen de actos religiosos como la misa mayor y la procesión, así como de cabalgatas, juegos infantiles o conciertos musicales. Además, destacan los actos tradicionales ligados al puerto de Catarroja y el parque natural de la Albufera como las regatas de vela latina o el concurso internacional de allipebre.
- Santísimo Cristo de la Piedad. Estas fiestas, trasladadas a la semana anterior a las fiestas Mayores, han recuperado una tradición musical conocida como la Carxofa. Esta exhibición consiste en que un niño del municipio cante Gloria a Dios en las alturas.[59]

### Gastronomía
El plato típico es el all i pebre, guiso hecho a base de anguila procedente de la Albufera y patatas.

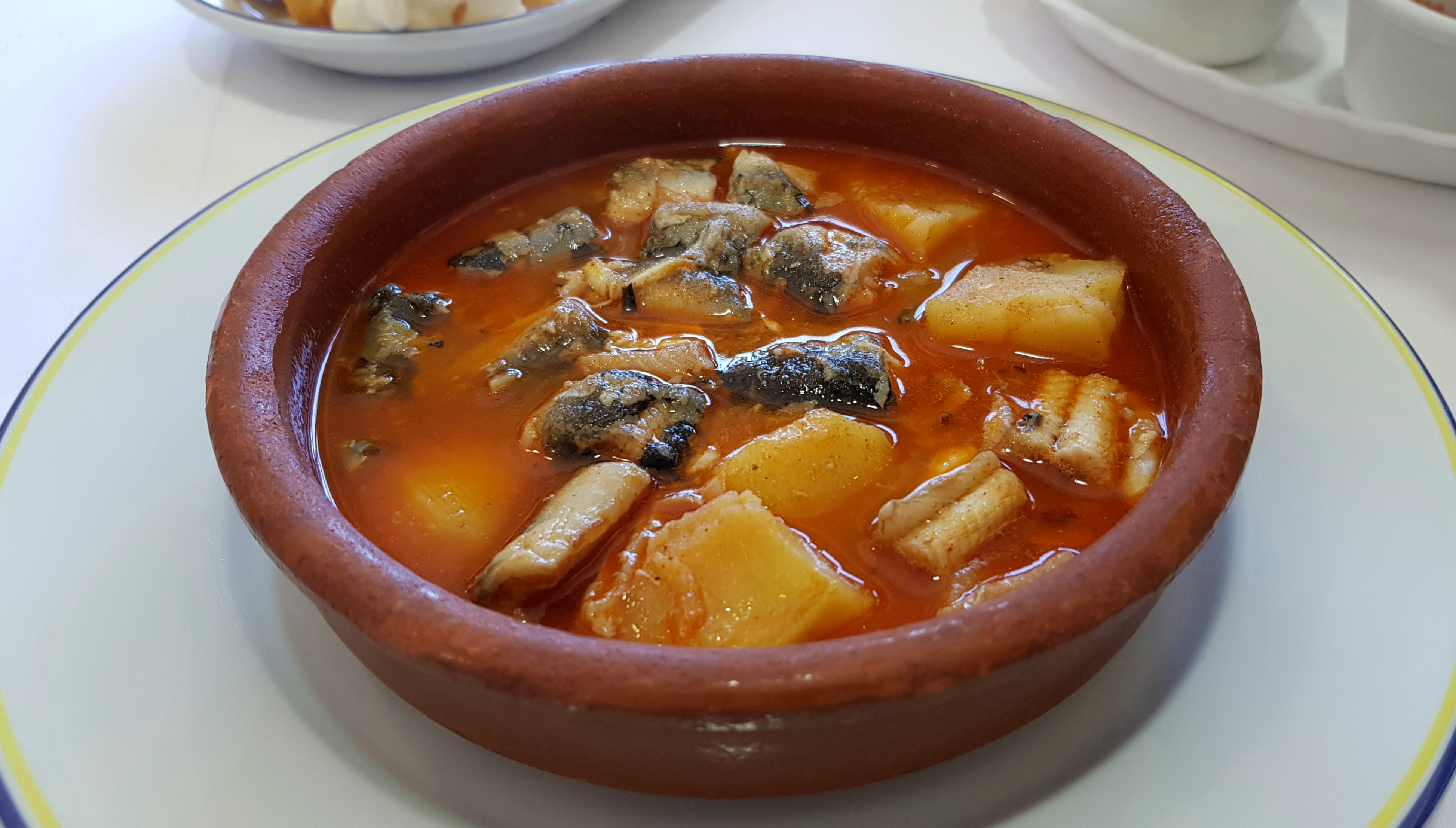
All i pebre

Traducido del valenciano, all i pebre significa ajo y pimentón. Este plato tradicional de Catarroja es una receta sencilla, que contiene cinco ingredientes, entre ellos, la anguila. Si bien no se conoce exactamente el origen de esta comida valenciana, los historiadores la sitúan en el puerto de Catarroja, más concretamente en la Albufera, pues era en esa zona donde se llevó a cabo un gran consumo de anguilas, a causa de su gran abundancia. En ese momento, los pescadores se percataron de que el animal marino, que abundaba en grandes bandadas en sus aguas, troceado y condimentado con ajo y pimentón era un sabroso plato, además de barato, ya que había gran cantidad de anguilas en el lago. Sin embargo, actualmente es difícil encontrar anguilas en la Albufera, por ello el alli i pebre se prepara con anguilas de piscifactoría.
En relación con este plato tan típico, desde 1971 se celebra en la localidad el Concurso Internacional de Allipebre. No obstante, en 2022 se planteó un segundo concurso. Si el tradicional consiste en seguir fielmente esta receta, ahora también se propone la elaboración de tan rico alimento, pero de una forma totalmente distinta y mucho más creativa, dejando vía libre al ingenio de los aspirantes.